# Megalophycita albicostella
Megalophycita albicostella är en fjärilsart som beskrevs av Hans Georg Amsel 1953. Megalophycita albicostella ingår i släktet Megalophycita och familjen mott. Inga underarter finns listade i Catalogue of Life.